# Attica (film)
Attica is een Amerikaanse televisiefilm uit 1980, geregisseerd door Marvin J. Chomsky. De hoofdrollen worden vertolkt door Morgan Freeman, Henry Darrow, Charles Durning en Joel Fabiani. De film beschrijft de opstand in de gevangenis van Attica in 1971 en is gebaseerd op de bestseller "A Time to Die" van Tom Wicker.

## Rolverdeling
| Acteur            | Personage                    |
| ----------------- | ---------------------------- |
| Henry Darrow      | Herman Badillo               |
| Charles Durning   | Commissioner Russell Oswald  |
| Joel Fabiani      | Senator Gordon Conners       |
| Morgan Freeman    | Hap Richards                 |
| George Grizzard   | Tom Wicker                   |
| Roger E. Mosley   | Frank Green                  |
| Anthony Zerbe     | William Kunstler             |
| David Harris      | T. J.                        |
| Arlen Dean Snyder | Superintendent Vince Mancusi |
| Glynn Turman      | Raymond Franklin             |

## Prijzen en nominaties
- 1980: Primetime Emmy Awards
  - winnaar in de categorie "Outstanding Directing in a Limited Series or a Special" voor Marvin J. Chomsky
  - nominatie in de categorie "Outstanding Film Editing for a Limited Series or a Special" voor Paul LaMastra
  - nominatie in de categorie "Outstanding Supporting Actor in a Limited Series or a Special" voor Charles Durning
  - nominatie in de categorie "Outstanding Writing in a Limited Series or a Special" voor James S. Henerson
  - nominatie in de categorie "Outstanding Achievement in Film Sound Editing" voor Tom Cornwell, Linda Dove, Donald W. Ernst, Peter Harrison, Andrew Herbert, Fred Judkins, Michael P. Redbourn en Russ Tinsley
- 1981: DGA Awards
  - nominatie in de categorie "Outstanding Directorial Achievement in Specials/Movies for TV/Actuality" voor Marvin J. Chomsky